# Re:Zero (2.ª temporada)
Re:Zero Kara Hajimeru Isekai Seikatsu é uma adaptação de anime de uma série de Light novels escrita por Tappei Nagatsuki e ilustrada por Shinichirou Otsuka. Em 23 de março de 2019, foi anunciado que uma segunda temporada está em produção.
A estreia estava prevista para abril de 2020, mas foi adiada para julho de 2020 devido a complicações na produção causadas pela pandemia do COVID-19.
A temporada será dividida em dois, com a primeira metade estreando em 8 de julho de 2020 e a segunda metade estreando no dia 06 janeiro de 2021.

## Lista de episódios
| Número | Episódio | Título | Dirigido por                        | Escrito por       | Exibição original       |
| Parte 1 | Parte 1  | Parte 1 | Parte 1                             | Parte 1           | Parte 1                 |
| --- | -------- | --- | ----------------------------------- | ----------------- | ----------------------- |
| 26 | 1        | "Promessa de cada um" Transcrição: " Sorezore no Chikai " ( japonês : そ れ ぞ れ の )                                                                | Naoko Takeichi Masaharu Watanabe    | Masahiro Yokotani | 8 de Julho de 2020      |
| Após a batalha com o Culto das Bruxas, Subaru cavalga de volta à mansão de Crusch em uma carroça com Emilia, quando ele descobre, para seu horror, que todos se esqueceram de Rem. É revelado que ela e Crusch foram emboscados pelo Arcebispo da Gula de Sin, Lye Batenkaitos, e pela Ganância, Regulus Corneus. Embora lutassem ferozmente, ambos acabaram tendo suas existências devoradas por Lye, fazendo Rem entrar em coma, com ninguém além de Subaru se lembrando dela, Rem acaba tendo um vislumbre da visão, se ela e Subaru fugisse para Kararagi estes depois teriam outras vidas e teriam dois filhos, Rigel, um menino e Spica, uma menina antes de perder os sentidos, enquanto Crusch perdia suas memórias. Depois de saber o que aconteceu, um Subaru devastado comete suicídio na esperança de voltar no tempo para antes da emboscada e evitá-la. No entanto, ele falha quando ele retorna ao carroça depois que a emboscada já ocorreu. Subaru ao lado da Rem devastado, mesmo tendo dado um fim na Baleia Branca, desconhecia da existência de outros bispos do pecado. Puck aparece para Subaru e fala que quem fez isso a ela é Lye Batenkaitos, bispo da gula capaz de devorar o nome e suas lembranças e também apagar sua existência da mente das pessoas. Ele pede a Subaru para cuidar da Emilia. Ele se encontra com a Crusch e ela pergunta da Rem. Ela também não reconhece Subaru, ela teve metade de suas memórias devoradas pelo bispo da gula. Subaru mais tarde participa de uma reunião com Emilia, a amnésica Crusch, Felis e Wilhelm, onde, após uma discussão acalorada, eles decidem continuar sua aliança. Após a reunião, Emilia conforta Subaru enquanto ele sofre por Rem. Emilia também não reconhece a Rem mesmo a vendo. |          | |                                     |                   |                         |
| 27 | 2        | "O próximo local" Transcrição: " Tsuginaru Basho " ( japonês : 次 な る 場所 )                                                                        | Hiroyuki Tsuchiya Masaharu Watanabe | Yoshiko Nakamura  | 15 de Julho de 2020     |
| Subaru, Emilia e Otto voltam para Roswaal manor o Rem em coma. Ao chegar, no entanto, eles são inesperadamente saudados por Frederica, uma ex-empregada que voltou a pedido de Ram, e Petra, uma garota da Vila Irlam que começou como aprendiz. Enquanto Frederica preenche Emilia, Subaru procura Beatrice para perguntas que ele tem sobre o evangelho de Petelgeuse. No entanto, ela diz a ele para ir a um lugar chamado Santuário para obter as respostas que procura; Frederica revela que Roswaal também está lá com alguns moradores do Irlam. A facção de Emilia decide então ir para o Santuário e Frederica explica que está cercado por uma barreira que o bloqueia do mundo exterior e dá a Emilia um amuleto para abri-lo. Quando eles entram no Santuário, Emilia revela que Puck não está respondendo suas chamadas por algum motivo, quando ela cai inconsciente quando o talismã acende, fazendo com que Subaru o agarre dela. Ele é então transportado para o meio de uma floresta onde encontra uma garota de orelhas pontudas, que foge. Subaru a persegue, mas a perde quando chega a uma ruína. Indo para dentro, Subaru mais uma vez se encontra transportado, desta vez para uma planície aberta onde ele encontra uma mulher que se apresenta como a Bruxa da Ganância; Echidna. |          | |                                     |                   |                         |
| 28. | 3        | "A tão esperada reunião" Transcrição: " Machikaneta Saikai " ( japonês : 待 ち か ね た 再 )                                                          | Kenichi Kawamura Masaharu Watanabe  | Eiji Umehara      | 22 de Julho de 2020     |
| Subaru bebe a xícara que estava na mesa, para surpresa dela. Ela fala que a xícara era seus fluídos corporais, para desgosto de Subaru. Subaru se pergunta como a Echidna que já esta morta muito tempo pode estar aqui, ao que ela revela que eles estão em um espaço mental que abriga sua alma conhecido como Cemitério da Bruxa antes de convidá-lo para um chá. Echidna revela que Subaru herdou o "Fator da Bruxa da Preguiça" de Petelgeuse após derrotá-lo, e é por isso que ele pode entrar neste espaço. Depois de sondar um ao outro em busca de informações por um tempo, Subaru relembra seu objetivo e vai embora, com Echidna apagando suas memórias dela. Acordando nas ruínas, Subaru é então atacado pelo Guardião do Santuário, Garfiel, até que ele menciona Frederica, fazendo-o parar. Subaru então se encontra com os outros e Garfiel os acompanha até Roswaal e Ram. Roswaal revela que a barreira do Santuário mantém os mestiços, incluindo Emilia, e que a única maneira de quebrá-la é passando por um julgamento; Roswaal tentou, mas foi rejeitado por não ser mestiço. Garfiel e o ancião do Santuário, Milde, revelam que os habitantes mestiços do Santuário tomaram os aldeões do Irlam como reféns e exigem que Emilia seja julgada. Naquela noite, Emilia faz o julgamento, embora Subaru a siga quando algo parece errado. Tendo sido previamente autorizado a participar do julgamento por Echidna, Subaru cai inconsciente e inexplicavelmente desperta em seu antigo quarto no Japão, onde é confrontado por seu pai. |          | |                                     |                   |                         |
| 29 | 4        | "Pai e filho" Transcrição: " Oyako " ( japonês : 親子 )                                                                                               | Yoshito Mikamo Masaharu Watanabe    | Yoshiko Nakamura  | 29 de Julho de 2020     |
| Subaru se encontra de volta ao Japão e é confrontado por seu pai, Kenichi, e por sua mãe, Naoko. Ele também perdeu suas memórias de seu tempo em Lugnica, fazendo com que ele voltasse a ser um Hikikomori. Todos os dias, seus pais tentam incentivá-lo a voltar à escola, mas sem sucesso. Desta vez, porém, algo está diferente, pois Subaru começa a ter uma dor de cabeça sempre que tenta fugir de seus problemas. Vendo que algo está errado, Kenichi leva seu filho para um passeio. As dores de cabeça acabam sendo reveladas como memórias reprimidas de Subaru e, depois de relembrar tudo, ele deixa tudo claro para seu pai: crescendo, Subaru sempre foi comparado ao pai, mas se viu incapaz de viver de acordo com essa imagem e começou a fazer travessuras para se destacar, resultando em ele se tornar motivo de chacota. Subaru diz a seu pai que queria que ele o abandonasse, mas Kenichi repreende seu filho por pensar que ele faria tal coisa, e os dois se reconciliam. No dia seguinte, Subaru se prepara para ir à escola e sua mãe deseja-lhe boa sorte, o que o entristece, pois sabe que provavelmente nunca mais verá seus pais. Subaru então caminha para a escola para encontrar Echidna esperando por ele. |          | |                                     |                   |                         |
| 30 | 5        | "Um passo à frente" Transcrição: " Fumidashita Ippo " ( japonês : 踏み出した一歩 )                                                                    | Baito Akai Tomoyuki Kurokawa        | Masahiro Yokotani | 5 de Agosto de 2020     |
| Subaru elogia a roupa de colegial que Echidna usa, o que a diverte. Ela então afirma que o mundo em que eles estão foi recriado a partir de suas memórias e reitera que o primeiro teste foi para Subaru confrontar seu passado. Além disso, Subaru passou adequadamente no julgamento, pelo que Edchida testemunhou com suas interações com seus pais. Isso leva a uma conversa em que Subaru fica um pouco contencioso com Edchida a respeito de seus pais. Não perdendo mais tempo, Echidna afirma que a próxima prova começará em breve e que são três no total. Só então a sala de aula em que eles estão começa a ficar embaçada e Subaru quer dizer algo antes de ir. Acreditando que ele quer bater nela, Echidna fica surpresa ao saber que Subaru a agradece. Chamando-o de uma pessoa intrigante, Subaru declara que não será ele a ser aprovado no julgamento, mas outra pessoa. Despertando de volta no templo, Subaru imediatamente verifica a inconsciente Emilia ao lado dele. Assim que Emilia recupera a consciência, ela entra em choque total, exclamando que "não era ela". Subaru então abraça e tenta consolar a horrorizada Emilia. De volta à casa onde Ram e Roswaal estavam hospedados, Emilia é sedada com um pouco de hipnose aromática. Subaru sentado a uma mesa com Otto e Garfiel; Otto propõe uma sugestão de como transportar as pessoas do Santuário para fora da barreira. Sua sugestão implica que aqueles que não são mestiços carreguem todos os residentes para fora do Santuário. Embora Subaru acredite que a ideia é sábia, uma garota de cabelo rosa a repreende. Ela se apresenta como Ryuzu Bilma, o guardião do Santuário e explica que a ideia de Otto não funcionará por causa do poder da barreira. Aparentemente, isso repeliria as almas da mistura de sangue, ou seja, morrerão se deixarem a barreira. Curioso para saber, Subaru pergunta se Ryuzu ou Garfiel podem fazer o julgamento sozinhos. Ryuzu responde que eles podem fazer o teste, mas não podem libertar o Santuário. Isso se deve ao contrato que foi firmado ao longo dos séculos no Santuário. Em seu quarto, Emilia acorda de seu descanso e Subaru a cumprimenta enquanto se senta ao lado de sua cama. Eles têm um breve momento juntos e Subaru informa Emilia que ela pode fazer o julgamento novamente mais tarde naquela noite. Emilia, entretanto, parece hesitante em fazê-lo. Enquanto ajudava Ram a pendurar roupas do lado de fora da casa, Ram informa Subaru sobre como a maioria dos residentes do Santuário não são a favor de expulsar a barreira. Uma facção conservadora acredita que permitir pouca interação com o mundo exterior é o ideal. Além disso, apenas Garfiel, Ryuzu e Frederica são a favor da expulsão da barreira. Ram deixa de fora avisando Subaru que membros da facção conservadora farão mal a Emilia para garantir que ela não expulse a barreira. Naquela noite, Subaru e aliados ficam do lado de fora do templo onde Emilia mais uma vez participa do Julgamento do Cemitério. Enquanto esperam, Subaru e Garfiel conversam entre si principalmente sobre Fredrica. É durante a conversa que o brilho do templo desaparece e os sons do choro de Emilia podem ser ouvidos. Emilia então sai do templo e afirma que mais uma vez ela falhou no julgamento. Mais tarde, a situação é elaborada para Roswaal e Subaru o repreende sobre como ele sabia que o Culto das Bruxas iria caçar Emilia. Se ela tivesse sido informada sobre eles, a situação em questão não teria ocorrido. Roswaal, no entanto, afirma que Subaru fez tudo em seu lugar e um trabalho espetacular também. Ouvindo isso, Subaru se encaixa e tenta acertar Roswall de raiva, mas é interrompido por Ram. Em suas próprias palavras, ela não tolera o que seu mestre fez, mas ainda aceita. Calmamente, senão com arrogância, Roswaal afirma que tudo o que fez foi para atrair o Culto às Bruxas para não enfrentá-los pessoalmente. Seu objetivo era fazer com que Emilia e Subaru ganhassem reconhecimento por suas ações, principalmente Emilia para refutar os rumores da Bruxa Inveja sobre ela. Tudo isso aumentaria suas chances na Seleção Real. Além disso, independentemente das muitas vidas perdidas no processo do objetivo de Roswaal, Roswaal tinha a maior fé de que Subaru teria sucesso em seu objetivo. Ele ficou especialmente impressionado por ter conseguido formar uma aliança com Crusch. Subaru então exige respostas de Roswaal, pois ele acreditava que as interpretações de Roswaal dele eram de lixo. Por outro lado, Roswaal encerra abruptamente a conversa da noite, para desaprovação de Subaru. Depois, do lado de fora da igreja, Subaru e Emilia conversam. Eles discutem um pouco sobre o julgamento e o caráter de Emilia. Dois dias se passam e os aldeões do Irlam se preparam para deixar a aldeia. Prestes a pegar uma caixa de madeira pesada, o amuleto de boa sorte de Subaru de Petra é revelado. Ram comenta sobre isso e Subaru observa que é de Petra e foi dado a ele depois que ela foi contratada por Fredrica. Uma breve discussão é feita sobre Fredrica e, em seguida, Ram retransmite uma mensagem de Roswaal. Se Subaru tiver problemas com Fredrica, vá ver Beatrice e diga "Roswaal disse para fazer a pergunta". Em uma carroça dirigida por Garfiel, Subaru e Garfiel falam sobre como Subaru enfrentou o Julgamento do Cemitério e como o julgamento afetou Emilia. Aproximando-se da barreira, Garfiel entrega o colar de joias de volta para Subaru e, se a situação acontecer, mostre para Fredrica. Voltando à mansão de Roswaal, Subaru percebe que ela está vazia. Ansioso pelo bem-estar de Rem, Subaru corre para seu quarto, mas depara-se com uma trilha de sangue percebendo que algo aconteceu, é quando ele é abordado por uma figura sombreada que acaba por ser Elsa Granhiert, depois de assassinar os ocupantes da mansão, Subaru acabaria sendo o próximo. |          | |                                     |                   |                         |
| 31 | 6        | "O Envangelho da Garota" Transcrição: " Shōjo no Fukuin " ( japonês : 少女の福音 )                                                                    | Kazuhiro Ozawa                      | Yoshiko Nakamura  | 12 de Agosto de 2020    |
| Renascendo de volta ao cemitério, Subaru mais uma vez conforta a chorosa Emilia e propõe a ideia de completar as outras provas ele mesmo. Isso é recebido com repulsa de Garfiel, em nítido contraste com a linha do tempo anterior, e decepção de Emilia, que pensa que não confia nela. Subaru confidencia a Roswaal o plano de voltar para a mansão mais cedo para verificar Frederica; ele oferece Ram para se juntar a ele. Na estrada, Ram começa a ter vagas memórias sobre eventos passados, levando Subaru a contar a ela sobre Rem. Na mansão, Subaru se reúne com Petra e "reintroduz" Ram para Rem. Ele leva Ram para o quarto e vê a Rem, para surpresa desta e tem seu momento a sós com ela. Ele, logo seguido por Ram, tenta arrancar informações de Frederica sobre por que ela lhes deu a pedra de teletransporte, mas não consegue revelar nada devido ao juramento dela. Elsa aparece de repente, mantendo Petra como refém. Subaru usa o Shamak a ofuscando, os três pulam para salvá-la e escapar. Ram tenta ir embora, enfurecendo Subaru por nem mesmo tentar salvar Rem ou Beatrice, mas ele é apoiado por Frederica e Petra, que a convencem a ficar e salvá-los. Frederica mostra sua forma bestial para confrontar Elsa, enquanto os outros vão resgatar Rem, apenas para ser atacada por uma surpresa Mabeast. Eventualmente, todos, exceto Subaru, são mortos, quando ele é confrontado por Elsa enquanto tenta encontrar Rem. Ele tenta fazer com que ela diga quem a enviou, mas ela dá apenas dicas vagas. Quando ela está prestes a matá-lo, ele pula no quarto de Rem para protegê-la, apenas para terminar na Biblioteca Proíbida por Beatrice, para desgosto de Subaru. |          | |                                     |                   |                         |
| 32 | 7        | "Amigo" Transcrição: " Yūjin " ( japonês : ユージン )                                                                                                 | Hiroyuki Tsuchiya Hiroyuki Shimazu  | Yoshiko Nakamura  | 19 de Agosto de 2020    |
| Subaru está com raiva de Beatrice por apenas salvá-lo e tenta o suicídio para que ele possa reiniciar, mas ela o impede. Ele então percebe que ela tem o que parece ser um Evangelho do Culto das Bruxas e a questiona até que ela se encaixe, alegando que tudo que ela fez por ele estava sob as ordens do livro. Elsa então os encontra e mata Subaru. Depois de renascer, Subaru mais uma vez planeja fazer o julgamento no lugar de Emilia e propõe seu plano em uma conversa particular com Garfiel e uma garota que se parece com Ryuzu. No entanto, devido ao miasma ao redor dele ter aumentado de respawns contínuos, eles acreditam que ele seja um Witch Cultist e o levam cativo. Otto eventualmente o encontra e revela que ele e Ram têm um plano de fuga. Enquanto Subaru questiona seus motivos para ajudá-lo, Otto revela que é porque eles são "amigos". |          | |                                     |                   |                         |
| 33 | 8        | "O Valor da Vida" Transcrição: " Inochi no Kachi " ( japonês : 命の価値 )                                                                             | Kenichi Kawamura Baito Akai         | Eiji Umehara      | 26 de Agosto de 2020    |
| Apesar de Otto e Ram insistirem em fugir, Subaru decide primeiro confrontar Roswaal sobre Beatrice. Roswaal revela que o que Beatrice tem não é um evangelho, mas um dos dois Tomos da Sabedoria, uma cópia, livros que contam ao leitor seu futuro, e que Subaru só precisa dizer a ela que ele é "aquela pessoa", para sua confusão. Garfiel então os encontra, forçando Subaru a fugir em seu dragão terrestre, Patrasche, com a ajuda de Otto e dos aldeões Ingram enquanto Ram o segura, mas ele o alcança e mata todos depois de revelar sua forma bestial de Grande Tigre. Enquanto Subaru atravessa a barreira, ele é teletransportado pelo cristal de Frederica e fica inconsciente. Acordando de volta ao Santuário algum tempo depois, Subaru o encontra abandonado antes de ser emboscado e devorado por uma horda de bestas-coelho. Após renascer, Subaru fica traumatizado por ser comido vivo até que Echidna o confronta. Ela então revela que sabe sobre o Retorno da Morte e que Subaru pode falar livremente sobre isso em seu espaço. Ao confirmar isso, Subaru quebra, finalmente capaz de falar sobre tudo o que ele passou, e Echidna o conforta. |          | |                                     |                   |                         |
| 34 | 9        | "Amo Amo Amo Amo Amo Amo Você" Transcrição: " Rabu Rabu Rabu Rabu Rabu Rabu Yū " ( japonês : らぶらぶらぶらぶらぶらぶゆー )                           | Hiroyuki Tsuchiya Masayuki Sakoi    | Yoshiko Nakamura  | 2 de setembro de 2020   |
| Echidna conclui que o coelho Mawbeasts é o Grande Coelho; uma das Três Grandes Mawbeasts criadas pela Bruxa da Gula, Daphne. Ela também revela que as outras Bruxas do Pecado também habitam seu espaço e oferece a Subaru uma audiência com Daphne. No entanto, ele é confrontado pela Bruxa do Orgulho, Typhon, que quebra seu corpo para ver se ele é um "pecador". Felizmente, ele é curado pela Bruxa da Ira, Minerva, antes de finalmente conhecer Daphne. Enquanto eles discutem principalmente sobre a moralidade de sua criação dos Mawbeasts, ela revela a ele que o Coelho é atraído por magia forte. Depois de aprender tudo o que pôde, Subaru então se despediu. Porém, ao acordar, fica horrorizado ao saber que, como punição por falar sobre Return By Death, Satella possuiu Emilia e matou todos os seus amigos. Ela então começa a devorar Subaru com seu miasma, mas ele é salvo por Garfiel. Enquanto isso, Roswaal está sendo devorado pelo miasma e comenta que Subaru terá que se esforçar mais na "próxima vez". |          | |                                     |                   |                         |
| 35 | 10       | "Eu conheço o inferno" Transcrição: " Jigoku nara Shitte iru " ( japonês : 地獄なら知っている )                                                       | Yoshito Mikamo Hiroyuki Shimazu     | Masahiro Yokotani | 9 de setembro de 2020   |
| Garfiel lança um contra-ataque contra Satella com um exército de clones de Ryuzu, mas falha e ele é morto. Ela então começa a enlouquecer Subaru com seu miasma, mas ele foge cometendo suicídio através de uma lâmina que sai de seu pulso, seu elo entre ele e Petra. Depois de renascer, Subaru se preocupa com Emilia e fica feliz em ver que ela ainda é ela mesma. Subaru mais tarde foge para investigar o Santuário e descobre um laboratório abandonado onde encontra o Ryuzu original em animação suspensa. Ele é então confrontado por Ryuzu Meyer e ela explica que os clones foram criados por Echidna como parte de um experimento de imortalidade. Ela também revela que ter conhecido Echidna torna Subaru um "Apóstolo da Ganância", dando-lhe o comando sobre os clones. Depois disso, Subaru tem uma conversa franca com Emilia e a convence a depender dele. Na manhã seguinte, Subaru sai cedo para a mansão sozinho deixando um bilhete à Emila, mas é parado por Garfiel. No entanto, tendo aprendido com Echidna que as vidas de Return By Death são infinitas, ele não está com medo e o faz recuar depois de dizer "Eu vi o Inferno". Ao chegar à mansão, Subaru rapidamente faz com que Frederica e Petra levem Rem e evacuem antes de confrontar Beatrice. |          | |                                     |                   |                         |
| 36 | 11       | "O sabor da morte" Transcrição: " Shi no Ajj " ( japonês : 死の味 )                                                                                   | Kazuhiro Ozawa Baito Akai           | Yoshiko Nakamura  | 16 de setembro de 2020  |
| Subaru pega o Tomo da Sabedoria de Beatrice apenas para encontrá-lo em branco. Ela então revela que tem um contrato para esperar "aquela pessoa" que concederá seu desejo de morte e os dois começam a discutir até serem interrompidos pela chegada de Elsa. Subaru tenta usar o Shamak para cega-la, mas é Beatrice que o faz, ele pega Beatrice e foge, mas é interceptado pelo domador Mawbeast, Meili, que já matou os outros. Beatrice luta e aparentemente a mata. Chega a vez de Meili, mas Subaru a impede por ser criança, mas Elsa, ela de alguma forma revive e apunhala Beatrice pelas costas. Antes de morrer, porém, Beatrice usa o cristal de Frederica para teletransportar Subaru de volta ao Santuário. Ao chegar, Subaru descobre que está nevando e que Emilia enlouqueceu por falhar repetidamente no julgamento, ela toma a forma de uma Yandere, fica fora de si. Ele é então confrontado por Garfiel, que exige que Emilia pare a neve, mas Subaru deduz que isso é obra de Roswaal e eles o confrontam. Roswaal começa a matar Garfiel e Ram antes de revelar a Subaru que ele está de posse do outro Tomo da Sabedoria e sabe que está perdendo tempo. O Grande Coelho então ataca e mata Roswaal enquanto Subaru sobrevive por tempo suficiente para alcançar Emilia e morrer com a cabeça em seu colo e depois beijá-lo. |          | |                                     |                   |                         |
| 37 | 12       | "A Festa do Chá das Bruxas" Transcrição: " Majo-tachi no Chakai " ( japonês : 魔女たちの茶会 )                                                        | Hiroyuki Tsuchiya Masaharu Watanabe | Masahiro Yokotani | 23 de setembro de 2020  |
| Depois de renascer, Subaru se encontra no fim do juízo e decide consultar Echidna. Ele ainda se lembra do beijo que recebeu da Yandere Emilia. No entanto, ele é submetido ao segundo julgamento, no qual ele enfrenta cenários onde outros reagem às suas muitas mortes e o levam ao colapso. Felizmente, Rem inexplicavelmente aparece diante dele e o acalma. No entanto, Subaru percebe que algo está errado e é revelado que a pessoa antes dele é na verdade a Bruxa da Luxúria, Carmilla. Echidna, que a enviou para acalmar Subaru, o confronta e, depois de saber de sua situação, se oferece para fazer um contrato com ele, permitindo que ele a console a qualquer momento. No entanto, quando ele está prestes a aceitar, as outras bruxas o interrompem e o alertam para não confiar em Echidna. Em resposta a essas acusações, Echidna esclarece a Subaru, revelando seu desejo de seu Retorno pela Morte e que foi ela quem colocou Beatrice na biblioteca para esperar "aquela pessoa", que não existe. Percebendo que Echidna é uma sociopata, Subaru corta os relações com ela, mas é recebido pela chegada repentina de Satella. |          | |                                     |                   |                         |
| 38 | 13       | "O som que me dá vontade de chorar" Transcrição: " Nakitaku naru Oto " ( japonês : 泣きたくなる音 )                                                   | Kazuomi Koga Akira Nishimori        | Eiji Umehara      | 30 de setembro de 2020  |
| Satella confronta Subaru e diz que ele deveria se amar mais. No entanto, ouvir isso pela pessoa responsável por seu sofrimento faz com que ele se irrite, reclamando como sua vida não importa antes de tentar o suicídio para sair da situação. No entanto, Minerva o revive e Carmilla o lembra de como as pessoas sofreram por ele no segundo julgamento, levando-o a questionar a si mesmo. Tendo recuperado o medo da morte, Subaru agradece às bruxas antes de se separar. Satella ao se despedir de Subaru ela fala a Subaru que ele deverá matá-la, mas Subaru fala que irá salvá-la. Na despedida Subaru vê o rosto de Emilia em Satella. Ao acordar, Subaru é confortado por Patrasche e Otto e descobre que não aguenta mais as provações, Echidna não o qualifica para realizar o último teste. Ele então confronta Roswaal e, depois de confirmar que eles conhecem os segredos um do outro, ele expressa sua decepção com Subaru por ainda não tirar o máximo proveito de seus loops, revelando que contratou Elsa com o objetivo de moldá-lo à sua imagem; Subaru pode salvar a mansão ou o Santuário, não ambos. Percebendo que Roswaal é um louco, Subaru foge e é confrontado por Otto, que lhe diz para parar de enfrentar seus problemas sozinho. |          | |                                     |                   |                         |
| Parte 2 |          | |                                     |                   |                         |
| 39 | 14       | "Aposta Direta" Transcrição: " " ( japonês : STRAIGHT BET )                                                                                           | Hiroyuki Tsuchiya                   | Yoshiko Nakamura  | 6 de janeiro de 2021    |
| Depois de ser socado por Otto, o sangue sobe a cabeça de Subaru e confronta Otto, até ser derrotado. Subaru percebendo que não poderá fazer as coisas sozinho, passa a contar com Otto. Subaru vai ao quarto de Emlia para falar com Puck. Subaru provoca Puck para aparecer. Puck percebe que ao selar as memórias de Emilia, isso a impede de realizar os testes impostos por Echidna e deveria quebrar seu contrato para poder realizar os testes de Echidna. Subaru então confronta com Roswaal e faz uma aposta e diz que ganhará dele sem precisar do poder Retorno da Morte. Emilia começa a ter sonhos de sua mãe Fortuna. Ela acorda e vê Puck quebrando seu contrato com Emilia a deixando. Subaru foi ver Emilia de novo e ela pede para ficar com ela. Depois de acordar, Emilia acorda irritada por Subaru não ficar com ela, assim como demonstra total desconforto com sua mãe Fortuna. Garfiel foi ver a Ryuzu, mas quem está esperando é Otto, ele fala que queria vê-lo ou a Ryuzu e estava fazendo isso a pedido de um amigo. |          | |                                     |                   |                         |
| 40 | 15       | "Otto Suwen/Razão para Acreditar" Transcrição: " Ottō Sūwen / Shinjiru Riyū " ( japonês : オットー・スーウェン / 信じる理由 )                         | Kazuhiro Ozawa                      | Yoshiko Nakamura  | 13 de janeiro de 2021   |
| Garfiel confronta Otto, mas Otto pega o amuleto de Garfiel e tenta atrasá-lo. Otto lembra de sua infância de como ele ganhou sua bênção de se comunicar com os animais antes dele virar mercador até o levar aos fatos depois de Subaru e a força da Crusch derrotar a grande Baleia Branca. Garfiel alcança Otto, mas é salvo por Ram, que também é parte do esquema com Otto e Subaru. Subaru se encontra com Emilia no Santuário e ela o questiona por não manter sua promessa com ela, assim como sua mãe Fortuna. Subaru lembra do que sua mãe na Terra falou e fala, não é o início que é importante, nem o meio, e sim o fim e beija Emilia, reforçando seu amor por ela. Eles saem de lá e vêem um Garfiel quase todo queimado depois do confronto com Ram e Otto. |          | |                                     |                   |                         |
| 41 | 16       | "Não Dá Pra Levantar uma Pedra Quayne Sozinho" Transcrição: " Kuwein no Ishi wa Hitori ja Agaranai " ( japonês : クウェインの石は一人じゃ上がらない ) | Kazuomi Koga                        | Eiji Umehara      | 20 de janeiro de 2021   |
| Garfiel lembra da infância que teve com a Ryuzu, que o levou a deixar a marca de x na testa. Ele se aproxima do Santuário para destruí-lo, mas Subaru tenta convencer Garfiel a realizar o teste de lá. Subaru ativa as Mãos Ocultas de Petelgeuse dando um gancho. Garfiel não desiste, mas é salvo por Patrasche e Otto. Subaru ainda inconsciente, ainda estava confuso do porque ter acionado a técnica de Mãos Ocultas de Petelgeuse, até voltar a si e estar com a cabeça no colo de Emilia, assim como Garfiel com a cabeça no colo de Ram. Ela convence Garfiel a realizar o teste do Santuário e Garfiel, já admite que perdeu para Subaru e o chama de Sr. Chefe. Ram fala a Subaru que Garfiel é mais novo que ele, para surpresa deste. Garfiel foi realizar o teste e se depara com o passado dele com sua irmã Frederica e a mãe. Garfiel acredita que sua mãe foi morta num acidente, ela também presenteia Frederica e Garfiel com os amuletos. Garfiel confronta a Frederica jovem para que este não ficasse preso ao passado. Garfiel sai do Santuário e chega a vez de Emilia. Emilia entra no Santuário e vê rabiscos feito pelo Subaru, para deixá-la confiante para esta realizar o teste. Emilia entra no teste imposto por Echidna. Emilia se depara com Echidna e demonstra estar confiante em realizar o teste que não conseguia realizar. |          | |                                     |                   |                         |
| 42 | 17       | "Jornada Pelas Memórias" Transcrição: " Kioku no Tabiji " ( japonês : 記憶の旅路 )                                                                    | Takashi Sakuma                      | Masahiro Yokotani | 27 de janeiro de 2021   |
| Emilia volta ao lugar onde ela era criança, mas com tom travessa. Ela vivia com sua mãe de criação Fortuna. Ela pedia a Emilia para ficar num certo lugar, mas ela fugia de lá. Ela via Fortuna com Petelgeuse, que antes já era um ser humano. Emilia tinha seus dias felizes com Fortuna e Petelgeuse, até estes serem abordados por Pandora, bruxa da vaidade e Regulus Corneas, bispo da ganância. A Ryuzu foi procurar, Subaru, Garfiel e Otto para falar do passado dela, de Roswaal e Beatrice. |          | |                                     |                   |                         |
| 43 | 18       | "O Dia em que Betelgeuse Riu" Transcrição: " Heikeboshi no Waratta Hi " ( japonês : 平家星の笑った日 )                                                | Yoshito Mikamo                      | Masahiro Yokotani | 3 de fevereiro de 2021  |
| Petelgeuse fica para confrontar Pandora e Regulus enquanto Fortuna tentava salvar Emilia. Petelgeuse implanta algo esquisito em si mesmo, que o levou a ter o poder das Mãos Ocultas, mas não consegue segurar Pandora e Regulus. Pandora deixa Emilia com Archie de sua vila para salvá-la e ela fica para confrontar Regulus e Pandora, Petelgeuse se junta a Fortuna. Emilia é deixada em algum lugar e ela se depara com um selo. Pandora a alcança e a chantageia para desfazer o selo. |          | |                                     |                   |                         |
| 44 | 19       | "O Gelo Perene da Floresta Elior" Transcrição: " Eriōru Dai Shinrin no Eikyū Tōdo " ( japonês : エリオール大森林の永久凍土 )                          | Hiroyuki Tsuchiya                   | Masahiro Yokotani | 10 de fevereiro de 2021 |
| Ela pede a Emilia para materializar a chave. Emilia consegue, mas Fortuna aparece e fala para não ceder a ela. Petelgeuse também aparece. Fortuna e Petelgeuse confrontam Regulus e Petelgeuse fere Fortuna. Regulus tenta ferir Emilia, mas Pandora finca Regulus no chão. Regulus tenta matar Pandora a explodindo, mas Pandora retorna. Ela foca sua atenção para desfazer o selo, mas Emilia se enfurece que usa seu poder congelador por todo lugar acertando Pandora diversas vezes, mas Pandora não se deixaria abater por tal coisa, mas as pessoas do lugar de onde vive são congeladas pelo poder da Emilia ficando sozinha. Pandora depois recua e leva Petelgeuse embora que mais tarde se tornaria no bispo da preguiça. Emilia lembra depois de ter feito um contrato com Puck, tendo suas memórias seladas, levando ao segundo filme. Ela espera que quando for governante de Lugunica, ela espera salvar as pessoas que foram congeladas e depois se desculpar com elas. Echidna responde odiar Emilia e depois desaparece. Emilia volta a si, mas chora, mas está feliz depois de perceber o quanto sentia, tanto Fortuna, quanto Petelgeuse. Subaru, Otto e Garfiel se encontram com Roswaal e este exige sua rendição. |          | |                                     |                   |                         |
| 45 | 20       | "O Começo do Santuário e o Começo do Colapso" Transcrição: " Seiiki no Hajimari to, Hōkai no Hajimari " ( japonês : 聖域の始まりと、崩壊の始まり )    | Kazuomi Koga                        | Masahiro Yokotani | 17 de fevereiro de 2021 |
| A história de Roswaal leva a algum lugar quando ele recebe o tomo de Echidna e também faz um pacto com ela. Ele conhece a Beatrice e Ryuzu. Eles viviam numa mansão que depois pertenceria a Roswaal. Eles trabalham num dispositivo capaz de fazer a barreira. Hector, o Demônio da Melancolia aparece e Roswaal o confronta. Echidna dá instruções a Ryuzu para que ela sirva como fonte de poder para fazer a barreira. Ela se encontra com Beatrice e ela é usada como fonte de poder para fazer a barreira, para que o Grande Coelho não macule o Santuário. Voltando ao presente, Subaru exige que Roswaal se renda, mas este tem suas convicções para aquele que ama, Roswaal para Echidna e Subaru com Emilia. Percebendo que Subaru perdeu seu tempo com Roswaal, ele o deixa. Depois de realizar o primeiro teste, Emilia se depara com a Ram. |          | |                                     |                   |                         |
| 46 | 21       | "A Reunião dos Rugidos" Transcrição: " Hōkō no Saikai " ( japonês : 咆哮の再会 )                                                                      | Takashi Sakuma                      | Yoshiko Nakamura  | 24 de fevereiro de 2021 |
| Voltando fatos antes, Subaru explica a Ram sobre o tomo que Roswaal recebeu da Echidna. Voltando ao presente, Ram suplica para Emilia salvar o Roswaal. Roswaal foi ver a Ryuzu, mas se depara com a Ram e disse que ia pará-lo. Ela demonstra ainda devoção, mesmo que significasse pará-lo para salvá-lo de si mesmo. Ram mostra o amuleto que carrega e dele sai o Puck, como parte do plano de Subaru. Petra está em algum lugar desesperada porque a mansão foi invadida, mas Subaru aparece para confortá-la e diz que Frederica ficará bem porque ela está recebendo ajuda e vão atrás de Rem. Frederica tem seu confronto com Elsa, mas Garfiel aparece armado com manoplas para seu socorro. Emila realiza o segundo teste em que eles podem ter momentos felizes, o presente, ela Fortuna e Petelgeuse. Ela tem seu diálogo com Archie e levou em conta que não deveria viver numa mentira e depois retorna de um presente que ela desejaria. Ela sai do Santuário e vê as pessoas apoiando Emilia para que esta realize o terceiro teste. |          | |                                     |                   |                         |
| 47 | 22       | "A Felicidade Refletida na Superfície da Água" Transcrição: " Minamo ni Utsuru Shiawase " ( japonês : 水面に映る幸せ )                                | Hiroyuki Tsuchiya                   | Eiji Umehara      | 3 de março de 2021      |
| Garfiel continua seu combate com Elsa enquanto Subaru e cia vão ao lugar onde está Rem. Frederica se reúne com Subaru e vão ao lugar onde está Rem. Estes se deparam com os Mawbeasts controlados por Meili. Frederica fica para enfrentar Meili e Subaru e cia focam-se em sair da mansão. Subaru deixa Rem com Otto e Petra para ir atrás da Beatrice. Subaru chega a Biblioteca Proibida e questiona Beatrice para não ficar presa ao tomo com páginas em branco mesmo nesses 400 anos e pede para sair de lá. Beatrice pergunta a Subaru se ele é àquela pessoa e ele fala que não até ser expulso de lá. Emilia depois foi realizar o último teste. O último teste leva Emilia aos possíveis futuros que ela presenciaria. |          | |                                     |                   |                         |
| 48 | 23       | "Ame Até Meu Sangue e Entranhas" Transcrição: " Chi to Zōmotsu Made Aishite " ( japonês : 血と臓物まで愛して )                                        | Kazuomi Koga                        | Eiji Umehara      | 10 de março de 2021     |
| Os outros, exceto Subaru deixam a mansão e ele foi atrás de Beatrice. Ele mais uma vez tenta convencer a Beatrice, sem êxito. No teste, Emilia se depara com a mesa de chá onde estavam Echidna e Subaru. Quem recebe é Minerva, bruxa da ira e pede a Emilia para completar o teste. Ela vai a uma porta e abre e depois vê o cadáver da Echidna e desfaz uma parte do poder que mantém a barreira ativa. Ela sai do Santuário e vê que está começando a nevar. Ram e Puck ainda continua seu confronto com Roswaal. Ele revela que colocou seu feitiço em Emilia para desencorajá-la para falhar no teste. Ram revela que ama Roswaal e durante o confronto, Ram pega o tomo de Roswaal e o queima, que faz Roswaal perder-se de si. Garfiel continua seu confronto com Elsa, que a leva ao seu passado. Garfiel descobre que Elsa é imortal por ser uma vampira e também por ser capaz de regenerar seu corpo. Os quatro, Garfiel, Frederica, Meili e Elsa se reúnem. Quando Meili é colocada numa situação de perigo, Elsa se distrai, mas é salva por Frederica e Garfiel esmaga Elsa com uma grande pedra. |          | |                                     |                   |                         |
| 49 | 24       | "Me Escolha" Transcrição: " Ore o Erabe " ( japonês : 俺を選べ )                                                                                      | Kazuhiro Ozawa                      | Yoshiko Nakamura  | 17 de março de 2021     |
| Emilia vê um domo de gelo onde as pessoas estão e quem os protegeu é o Puck. Emilia foi ao lugar onde a barreira é ativa e se depara com as outras Ryuzus. Elas depois desativa a barreira e a barreira é dispersa, como também o lugar onde a outra Ryzu que estava em animação suspensa estava. Ela depois vê Roswaal tentando curar a Ram e percebe que este perdeu seu propósito. Emilia leva Roswaal e as outras Ryuzus e se reúne com as pessoas e as colocam no Santuário para proteger do Grande Coelho. Com a mansão em chamas, Subaru consegue chegar até a última porta onde a Beatrice estaria. Com a mansão em chamas, Subaru pressiona Beatrice para abrir a porta, caso contrário ele seria pego pela chamas da mansão. Depois de Beatrice trazer Subaru para a biblioteca, Subaru fala com a Beatrice e fala que não é àquela pessoa, mas queria salvá-la do incêndio e queria que o escolhesse, este acreditava por podia ser feliz e podia ser feliz se puder fazer contrato com outra pessoa, Subaru como seu novo contratante. A mansão começa a desabar e os outros que estavam fora acreditavam que seria o fim de Subaru e Beatrice, mas uma luz aparece dos escombros da mansão, é Betrice com Subaru, indicando que Beatrice fez o pacto com Subaru e agora se dirigem para o Santuário. Emilia ainda estava confrontando o Grande Coelho, mas Subaru chega com Beatrice no Santuário de mãos dadas. |          | |                                     |                   |                         |
| 50 | 25       | "Um Passo Imprudente Sob a Lua" Transcrição: " Gekka, Detarame na Suteppu " ( japonês : 月下、出鱈目なステップ )                                      | Kazuhiro Ozawa                      | Yoshiko Nakamura  | 24 de março de 2021     |
| Subaru direciona sua atenção para confrontar os coelhos e se vangloria por estar de mãos dadas com a Beatrice e ela nesse momento está corada. Subaru pega o poder de Beatrice e os confronta, mas os coelhos ainda não tinha fim. Eles resolvem reunir os coelhos num lugar só e pegam emprestado o poder da Emilia para dar cabo nos coelhos. Depois este tem um momento de triunfo por realizar o teste do Santuário e lidar com os coelhos. Todo mundo desconta no Roswaal por fazê-los passar por esses momentos difíceis. Roswaal mostra a marca feita na barriga, como ele perdeu a aposta para Subaru, se ele os trair seria consumido pela marca. Subaru também receberia essa marca se ele perdesse. Emilia exige a Roswaal para que se desculpasse e assim o faz. Emilia tem um diálogo com Subaru e ela fala que Subaru ia ser pai. Subaru achou que para fazer um bebê precisaria de relações sexuais, mas também bebês poderiam ser feitos através de contato labial com os elfos, para desgosto de Subaru. Puck dentro do amuleto com Emilia cai na risada. Todo o pessoal se reúne na mansão Miload alugada em que este possui uma afiliação com os Mathers. Roswaal ainda queria fazer o possível para trazer a Echidna de volta e promete dizendo, se aqueles associados a Subaru forem machucados, estes não seriam perdoados. Em seguida Subaru é feito cavaleiro da Emilia. Estes depois tem seu momento, mas Subaru sabia que precisava retornar a Lugunica para rever Crusch para ter seu acerto de contas para confrontar a seita da bruxa para trazer a Rem de volta e devolver àquilo que foi tirado da Crusch, como também a bênção do vento. |          | |                                     |                   |                         |